# Zbrodnie nacjonalistów ukraińskich w powiecie nadwórniańskim

Powiat nadwórniański na mapie województwa stanisławowskiego

Zbrodnie nacjonalistów ukraińskich w powiecie nadwórniańskim – lista zbrodni nacjonalistów ukraińskich na ludności polskiej w powiecie nadwórniańskim.

## Tabela
| Zbrodnie według miejscowości | Gmina               | Data                                                              |
| ---------------------------- | ------------------- | ----------------------------------------------------------------- |
| Zbrodnie w Bednarówce        | Gmina Majdan Średni | grudzień 1943, maj 1944, czerwiec 1944                            |
| Zbrodnia w Bitkowie          | Gmina Pniów         | kwiecień 1944                                                     |
| Zbrodnia w Cucyłowie         | Gmina Przerośl      | marzec 1943                                                       |
| Zbrodnia w Delatyniu         | Gmina Delatyn       | kwiecień 1944                                                     |
| Zbrodnia w Krasnej           | Gmina Łanczyn       | 10 września 1944                                                  |
| Zbrodnie w Kubajówce         | Gmina Majdan Średni | wrzesień 1944, styczeń 1945, marzec 1945, kwiecień 1945, maj 1945 |
| Zbrodnie w Majdanie Górnym   | Gmina Majdan Średni | czerwiec 1942, 10 września 1944, listopad 1944                    |
| Zbrodnia w Paryszczach       | Gmina Majdan Średni | lipiec 1944                                                       |
| Zbrodnie w Przerośli         | Gmina Przerośl      | wrzesień 1943, marzec 1944                                        |
| Zbrodnia w Sołotwinie        | Gmina Sołotwina     | luty 1940                                                         |
| Zbrodnie w Waleśnicy Leśnej  | Gmina Majdan Średni | lipiec 1942, marzec 1944                                          |
| Zbrodnie w Wołosowie         | Gmina Przerośl      | marzec 1944                                                       |